# آل بجاش (مأرب)

تعديل مصدري - تعديل

آل بجاش هي إحدى قرى عزلة ال راشد منيف بمديرية مأرب التابعة لمحافظة مأرب، بلغ تعداد سكانها 376 نسمة حسب تعداد اليمن لعام 2004.